# 乃仁克尔乡
乃仁克尔乡，是中华人民共和国新疆维吾尔自治区巴音郭楞蒙古自治州和硕县下辖的一个乡镇级行政单位。

## 行政区划
乃仁克尔乡下辖以下地区：
包尔图村、艾迪恩阿门村、本布图村、艾勒斯特村、乌勒泽特村和伯信特村。